# Straßenradsport-Weltmeisterschaften 1925
Die Straßenradsport-Weltmeisterschaft 1925 fand am 22. August im niederländischen Apeldoorn ausschließlich für Amateurfahrer statt. 

## Rennverlauf
Der Rennkurs hatte eine Länge von 183 Kilometern. Es gewann der 23-jährige Belgier Rik Hoevenaers, der die Strecke mit einem Stundenmittel von 32,8 Kilometern bewältigte. 
| Platz | Athlet              | Land | Zeit      |
| ----- | ------------------- | ---- | --------- |
| 1     | Rik Hoevenaers      | BEL  | 5:34:09 h |
| 2     | Marc Bocher         | FRA  | gl. Zeit  |
| 3     | Gerrit van den Berg | NED  | gl. Zeit  |